# Staré
Staré é um município da Eslováquia, situado no distrito de Michalovce, na região de Košice. Tem 18,02 km² de área e sua população em 2018 foi estimada em 765 habitantes.

## Demografia
| Ano:        | 1994 | 2004   | 2014   | 2024   |
| ----------- | ---- | ------ | ------ | ------ |
| Broj ljudi: | 824  | 805    | 788    | 764    |
| Razlika:    |      | -2,30% | -2,11% | -3,04% |

| Ano:               | 2023 | 2024   |
| ------------------ | ---- | ------ |
| Número de pessoas: | 762  | 764    |
| Diferença:         |      | +0,26% |